# Кадетский корпус (Владикавказ)
Кадетский корпус — памятник архитектуры и градостроительства во Владикавказе, Северная Осетия. Объект культурного наследия России регионального значения и культурного наследия Северной Осетии. Находится на проспекте Коста, д. 32—34.
До 1917 года Кадетский корпус был самым крупным зданием Владикавказа, по протяжённости фасада в 320 метров — одним из самых длинных зданий России того времени.
Кадетский корпус состоит из нескольких зданий, каждое из которых является отдельным архитектурным памятником:
- Главный корпус — литеры 1, 2, 3, 4;
- Административный корпус — литера 25;
- Водонапорная башня — литера 26.

Двухэтажный комплекс зданий для Владикавказского кадетского корпуса был построен на южной окраине Владикавказа при начале Военно-грузинской дороге в 1890-е годы по проекту инженера-архитектора Томашевского. На территории кадетского корпуса было построено несколько хозяйственных, учебных и жилых зданий для учащихся и преподавателей. Перед фасадом был обустроен плац для военной подготовки и спортивных упражнений.
Учебные и жилые помещения были рассчитаны на 500 учащихся. В начале 1900-х годов была произведена реконструкция всего комплекса зданий корпуса под руководством архитектора Томашевского.
В 1910 году на плацу Кадетского корпуса совершал показательные полёты один из первых авиаторов Артём Андроникович Кациян.
В апреле 1914 года Кадетский корпус посетил князь Константин Константинович.
После Октябрьской революции в Кадетском корпусе находились:
- Народная гимназия имени Н. Буачидзе (осень 1918 года);
- Владикавказская инструкторская школа красных офицеров (декабрь 1918);
- Тульская пехотная школа;
- Владикавказская пехотная школа;
- 1-е Орджоникидзевское Краснознамённое пехотное училище;
- Кавказское Краснознамённое Суворовское офицерское училище (с сентября 1948 года);
- Владикавказское высшее общевойсковое командное дважды Краснознамённое училище имени Маршала Советского Союза А. И. Ерёменко (с августа 1967 года).

В настоящее время здесь находится воинская часть.